# Balthasar Rüffer

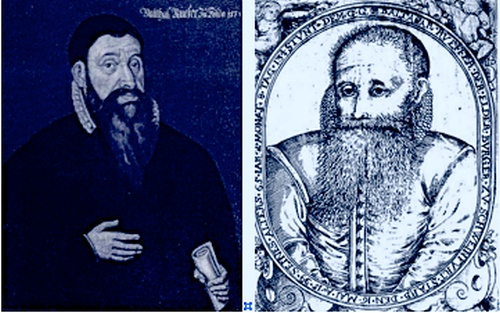
Balthasar Rüffer 1590 (links) und 1599 (rechts)

Balthasar Rüffer (* 7. März 1534 in Fulda; † 16. Mai 1599 in Schweinfurt) war ein vermögender Kaufmann und in den Jahren 1578/79 zweiter Bürgermeister und 1585 bis 1587 Oberbürgermeister der Stadt Würzburg. Aus Glaubensgründen emigrierte er 1588 aus dem katholischen Würzburg in die protestantische Reichsstadt Schweinfurt.

## Leben und Wirken

### Jugend in Fulda
Balthasar Rüffer, üblicherweise als Balthasar II. bezeichnet, wurde am 7. März 1534 in Fulda evangelisch getauft. Seine Eltern waren der Fuldaer Kaufmann und Ratsschöffe Balthasar Rüffer (I.) und seine Ehefrau Margaretha, geborene Reb.

### Umzug nach Würzburg
Etwa 1552 zog er nach Würzburg, wo am 22. Dezember 1552 Bürger wurde. Da, wie damals an jedem fürstbischöflichen Hof, der Bedarf an gehobenen Gütern und Luxusartikel nur zum Teil vom örtlichen Handwerk gedeckt werden konnte, war für die ansässigen Kaufleute die Beschaffung von Gewerbeprodukten und Luxusgütern wie etwa Gewürzen, Tuche und Stockfische, sowie die Ausfuhr des regional erzeugten Weins, ein rentables Geschäft. Die Händler stellten im Würzburg jener Zeit sowohl die größte als auch die vermögendste Gruppe dar. Sie gehörten zur ökonomischen und politischen Führungsschicht, und die Anhänger der evangelischen Religion wurden vom Fürstbischof geduldet, solange sie sich ruhig verhielten. Rüffer handelte außer mit Wein vor allem mit Wolle, Zwilch und Dörrfisch, die er von weither bezog. Es wird vermutet, dass Baltasar auch die Leipziger Messe zu besuchen pflegte, denn sein großes Vermögen lässt auf Fernhandel schließen. 1640 lag er auf Rang 40 der Würzburger Steuerliste mit 2.710 Gulden netto.
Rüffer bewohnte ein Häuslein zu Sand in der Judengasse, erwarb aber in den 1560er Jahren im sogenannten Gänheimer Viertel das stattliche Haus Zum Lindwurm in der Ursulinergasse 1. Das Haus ist im Zweiten Weltkrieg völlig niedergebrannt.

## Ämter in Würzburg

### Ratsherr
Mehrmals wurde Rüffers Wahl in den Unterrat des Würzburger Stadtrats wegen seiner Konfessionszugehörigkeit vom Würzburger Domkapitel abgelehnt. Erst 1577 gelang ihm der Sprung in die Ratszugehörigkeit (die Amtszeit war nicht begrenzt). In Ermangelung geeigneter katholischer Kandidaten, einige der Bewerber konnten weder lesen, schreiben oder rechnen, wurde er schließlich trotz seiner Religionszugehörigkeit vom katholischen Würzburger Domkapitel eingesetzt, erst 1587 wurde das katholische Bekenntnis zur Pflicht für die Ratsherren.

### Bürgermeister
1578 wurde er dann unterer (oder auch zweiter) Bürgermeister und 1582 Ratsherr „im oberen Rat“, am 26. November 1585 zum „Älteren Bürgermeister“ (oder auch Oberbürgermeister) ernannt. Im März 1587 setzte der Würzburger Fürstbischof Julius Echter von Mespelbrunn die Gegenreformation in der Stadt durch. Von 600 Bürgern, die dem Protestantismus anhingen, wanderten 73 mit ihren Familien aus. Am 15. Juni 1587 wurde Balthasar, da er „sich nicht dem päpstlichen Tand und Irrtum unterwerfen wollte“, wie alle evangelischen Ratsherren, die den Übertritt zur katholischen Konfession ablehnten, dann aller seiner Ämter enthoben.

## Emigration nach Schweinfurt

### Wirken in Schweinfurt

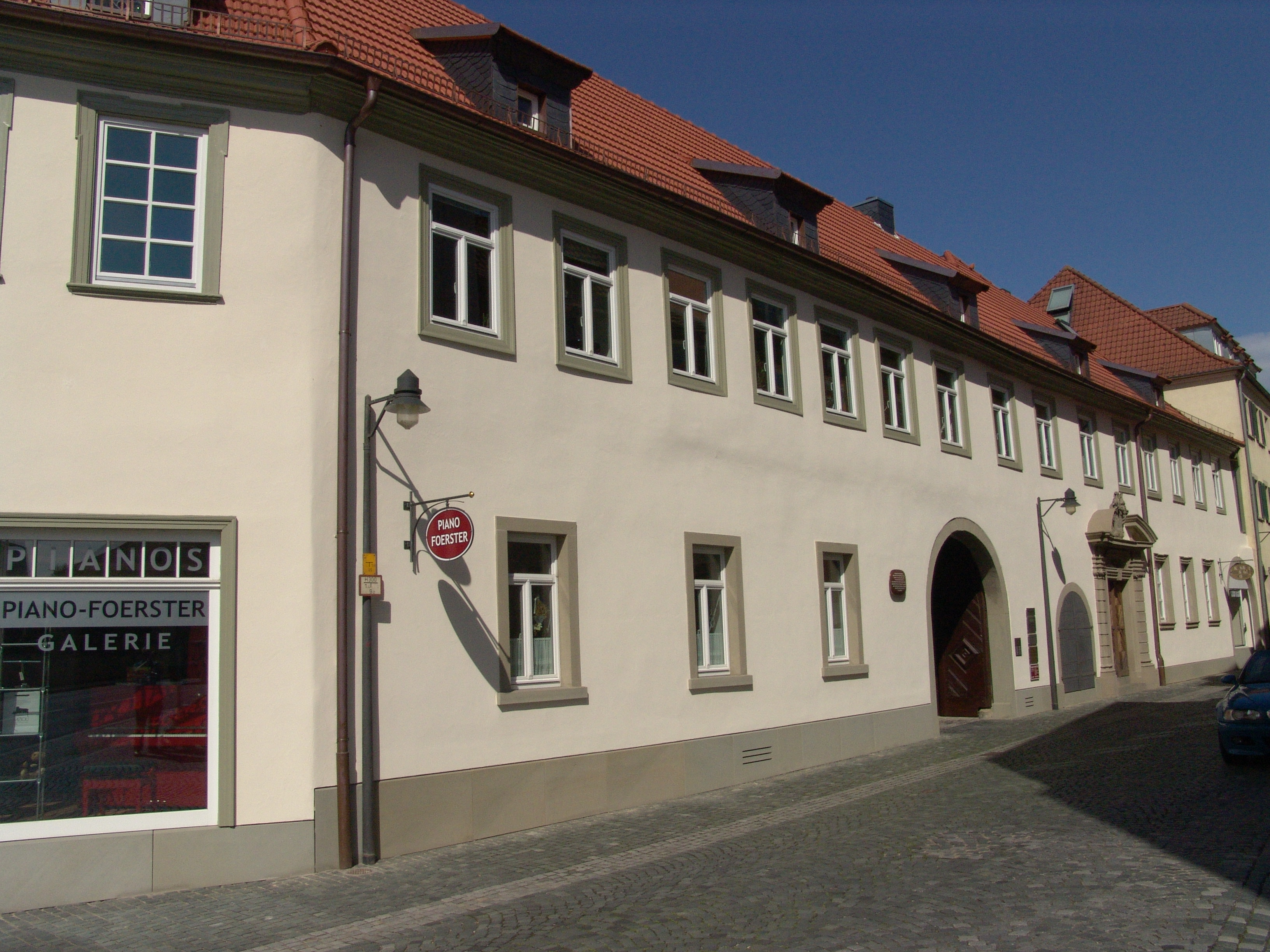
Hofanlage Metzgergasse 16

Am 1. Mai 1588 emigrierte er in die protestantische Reichsstadt Schweinfurt. Nur sein Sohn Hieronymus blieb wohl zur Abwicklung von Geschäften bis 1591 zurück, nachdem er in Würzburg noch eine Nachsteuer, in diesem Fall ist sie als Wegzugssteuer erhoben worden, von 400 Gulden entrichtet hatte. Da diese üblicherweise zwei Prozent betrug, dürfte sein damaliges Vermögen mit rund 20.000 Gulden zu veranschlagen sein.
Mit seinem Abzug und dem und seiner anderen Glaubensbrüder scheint für Würzburg ein erheblicher Teil des Fernhandels mit Öl, Dörrfisch und Wolle verlorengegangen zu sein, denn der Unterrat klagte bis 1590 sehr über den Rückgang der Steuereinnahmen, erst danach erfolgte wieder ein wirtschaftlicher Aufschwung.
In Schweinfurt lebte Balthasar zunächst in der Kirchgasse 27, später in der Spitalgasse 9 und seit 1594 in der Metzgergasse 16 (heutige Hausnummern) im Alten Gewerbeviertel. Dort war er bis zu seinem Tod wieder als Kaufmann und zeitweise als Bürgermeister tätig.
Am 7. Oktober 1588 wird im Würzburger Ratsprotokoll vermerkt, das Balthasar Rüffer und Bastian Hübner von Schweinfurt aus Öl, wollene und zwilche Tuche sowie Dörrfisch zum Nachteil des Stifts aufkaufen, also eine Art Handelskrieg gegen das Stift eröffnen. Tatsächlich hat das Stift Jahre lang versucht, den Handel mit Schweinfurter Bürgern zu behindern, bis ein kaiserlicher Erlass 1594 den Handelskrieg beendete. Auf diese Zeit mag auch die Überlieferung zurückgehen, dass Rüffer im Garten seines Hauses (Kirchgasse 27) spazieren ging, weil er sich wegen der Würzburger Häscher nicht vor das Stadttor wagen konnte.
Balthasar war zu seinen Lebzeiten schon ein Helfer der Armen. Auf dem zu seinem Gedächtnis gestifteten großen Bild „Predigt Johannis des Täufers in der Wüste“, das heute noch die Johanneskirche zu Schweinfurt ziert, rühmt die Widmung von ihm, dass er im Geiste Johannis wohltätig war.

### Letzte Ruhestätte
Balthasar starb plötzlich und unerwartet (an einem Herzinfarkt?) mit 65 Jahren am 16. Mai 1599 in Schweinfurt und wurde am 18. Mai dort begraben.

### Rüfferstraße

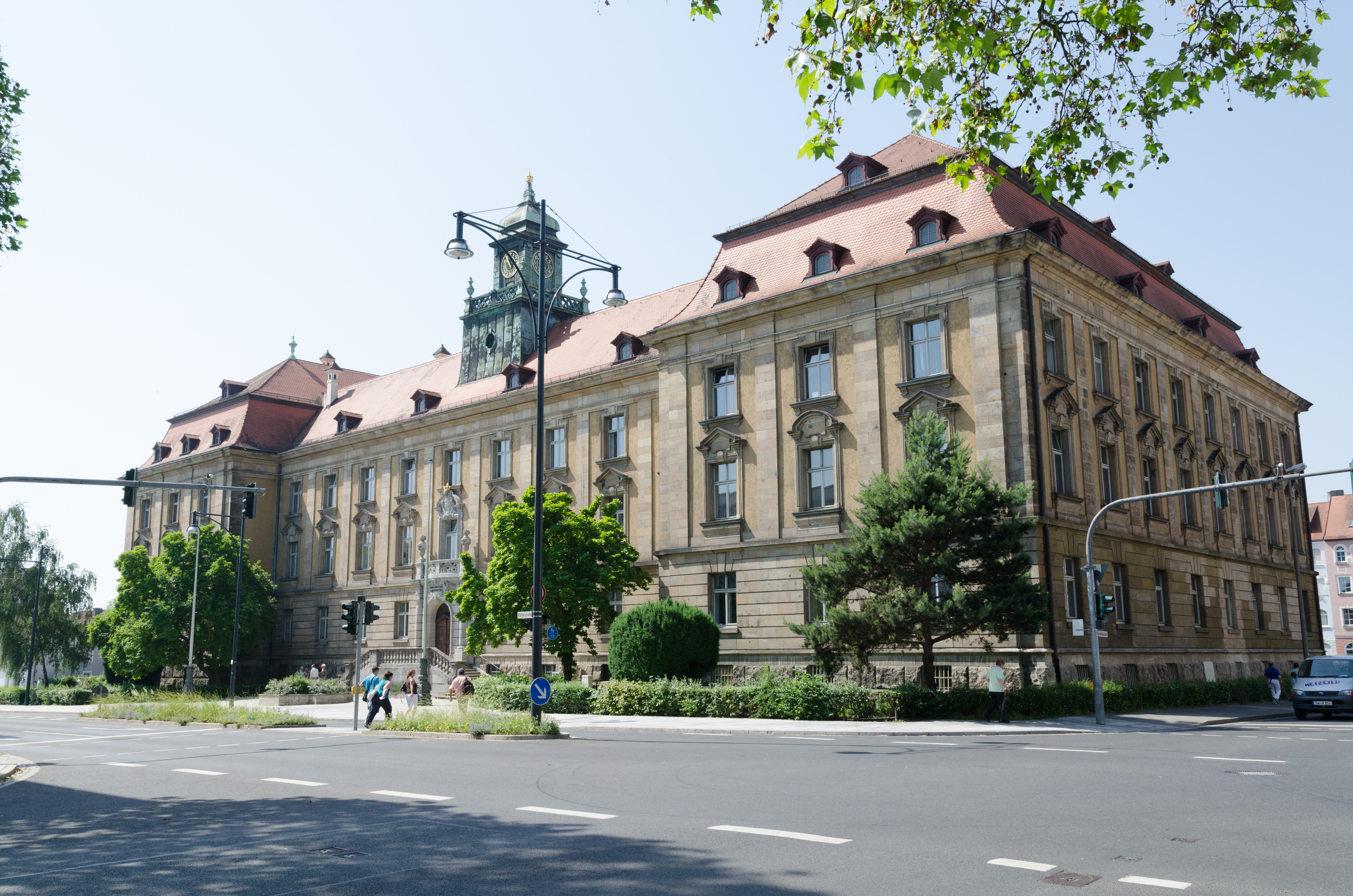
Rüfferstraße mit Justizpalast in Schweinfurt

Zu Ehren von Balthasar Rüffer wurde in Schweinfurt die Straße vor der westlichen, teilweise noch erhaltenen Stadtmauer, zwischen Altstadt und Gründerzeitviertel, Rüfferstraße genannt. Sie liegt im heutigen Citybereich, gewann in neuerer Zeit an Bedeutung und wurde bis 2007 umgestaltet.